# Nicolette Goulet
Nicolette Goulet (* 5. Juni 1956 in Toronto, Ontario; † 17. April 2008 in Las Vegas, Nevada) war eine US-amerikanische Schauspielerin.

## Leben
Ihr Debüt als Schauspielerin gab sie 1979 in acht Folgen der US-Serie Ryan's Hope. 1984 spielte sie in der Seifenoper Jung und Leidenschaftlich – Wie das Leben so spielt (As the World Turns) die Figur Casey Reynolds. Dem deutschen Publikum ist sie aber eher bekannt als Dr. Meredith Reade Bauer in der Soap Springfield Story. Dort spielte sie von 1987 bis 1989 eine Hauptrolle.
Zuletzt sah man die Schauspielerin 1993 in dem Film Whispers of White.
Nicolette Goulet war die Tochter des Schauspielers und Sängers Robert Goulet. Nur sieben Monate nach dem Tod ihres Vaters starb Nicolette Goulet an Brustkrebs.